# Le Cheylas
Le Cheylas è un comune francese di 2 716 abitanti situato nel dipartimento dell'Isère della regione dell'Alvernia-Rodano-Alpi.
Qua nacque il militare Guigues Guiffrey. 

## Società

### Evoluzione demografica
Abitanti censiti